# Eulophia bicallosa
Eulophia bicallosa là một loài thực vật có hoa trong họ Lan. Loài này được (D.Don) P.F.Hunt & Summerh. mô tả khoa học đầu tiên năm 1966.